# Karina Vignola
Karina Vignola Campos (Montevideo, 7 de mayo de 1976) es una presentadora y actriz uruguaya, reconocida por su labor en medios como Canal 4, Canal 10 y Fox Sports, entre otros. Ha sido nominada en dos oportunidades a los Premios Iris de Uruguay en la categoría de mejor conductora en 2014 y 2017.

## Biografía
Nacida el 7 de mayo de 1976, Vignola realizó sus estudios en la Escuela Experimental de Malvín, en el Colegio Kennedy y en el Colegio Lourdes.
Inició su carrera en la televisión uruguaya a finales de la década de 1990 en el programa Igual a igual con el periodista Omar Gutiérrez. Tras un paso por La hora de los deportes de Canal 5, se trasladó a la Argentina para vincularse profesionalmente con la cadena Fox Sports, donde ejerció la labor de comunicadora deportiva y participó en programas como Fútbol para todos.
Retornó a su país natal para vincularse con el Canal 4, en el que presentó algunos programas de variedades como Terapia de pareja, Ojo al piojo y A cara pintada. Desde mediados de la década de 2010 trabajó con Canal 10 presentando algunos shows televisivos entre los que destaca Consentidas, uno de los programas de interés general más longevos de la televisión uruguaya. En 2012 protagonizó la sitcom Bienes gananciales, junto a Gaspar Valverde y Mario Alarcón. En la década participó además en diversas obras de teatro y especiales de comedia.
En febrero de 2021, Vignola anunció su salida del Canal 10. Actualmente se dedica a producir contenido audiovisual mediante sus redes sociales.

## Vida privada
En 2011 contrajo matrimonio con Gaspar Valverde; el matrimonio tuvo dos hijas, Luana (n. 2008) y Alina (n. 2011). En mayo de 2022 Vignola confirmó la separación de la pareja tras años de relación. A inicios de enero de 2024 se oficializó su divorcio.
A fines del año 2019 sufrió una fuerte depresión y tuvo que estar internada en terapia intensiva, consecuencia de un intento de suicidio.

## Premios y nominaciones
| Año  | Premios     | Categoría        | Trabajo nominado | Resultado |
| ---- | ----------- | ---------------- | ---------------- | --------- |
| 2014 | Premio Iris | Mejor Conductora | Yo y tres más[2] | Nominada  |
| 2017 | Premio Iris | Mejor Conductora | Púmbate[3]       | Nominada  |